# Паунович, Благое
Благое Паунович (4 июня 1947 — 9 декабря 2014) — югославский футболист, который играл на позиции защитника, затем стал тренером.

## Карьера игрока
Родился в Пусто-Шилово, СФРЮ, и играл в течение десяти сезонов за «Партизан Белград», проведя около 300 официальных матчей за столичный клуб. В 70-х годах он создал эффективную оборонительную связку с Драганом Холцером и Мирославом Павловичем.
В 1975 году Паунович присоединился к нидерландскому «Утрехту». После двух сезонов за границей он вернулся домой, подписав контракт с «Кикиндой». Затем год играл в США, представляя «Окленд Стомперс» из Североамериканской футбольной лиги, там он получил прозвище «Паки». Паунович закончил свою карьеру на родине, выступая за «Синджелич Белград».
На международном уровне Паунович сыграл в общей сложности 39 матчей за Югославию, дебютировав 12 ноября 1967 года в домашнем матче против Албании в рамках квалификации к чемпионату Европы 1968, его команда победила со счётом 4:0. Также Паунович принял участие в финальном этапе турнира в Италии.

## Карьера тренера
В 1994/95 сезоне Паунович, уже став тренером, был первым из пяти наставников, руководивших испанским «Логроньесом», который занял последнее место в Ла Лиге с рекордно низким результатом в 13 очков. В сезоне 2002/03 он был главным тренером сербского «Будучност Банатски-Двор». В 2009 году после длительного периода у руля молодёжных команд «Партизана» он подписал контракт с клубом Сербской Суперлиги «Смедерево».

## Вне футбола
Сын Благое Пауновича, Велько, также был футболист, играл в нападении или полузащите. Он тоже начал карьеру в «Партизане», но играл в основном в Испании. Позднее Велько стал тренером.
Благое Паунович умер 9 декабря 2014 года в возрасте 67 лет. Велько, выигравший со сборной Сербии до 20 лет чемпионат мира 2015 года в Новой Зеландии, посвятил победу своему отцу Благое.